# زانوبروتينيب
زانوبروتينيب(Zanubrutinib )، الذي يُباع تحت الإسم التجاري بروكينسا(Brukinsa)، هو دواء يستخدم لعلاج سرطان الغدد الليمفاوية لخلايا الوشاح (MCL) الذي تلقى علاجًا مسبقًا.  ويمكن استخدامه أيضًا في علاج الأورام الأرومية الليمفاوية.  و يؤخذ عن طريق الفم. 
و تشمل الآثار الجانبية الشائعة له ما يلي: انخفاض خلايا الدم البيضاء، وانخفاض الصفائح الدموية، و الطفح الجلدي، و الإسهال، وانخفاض الهيموجلوبين.  قد تشمل الآثار الجانبية الأخرى أيضا: النزيف و العدوى والرجفان الأذيني وسرطان آخر.  أما استخدامه أثناء الحمل فقد يضر الجنين.  و هو مثبط بروتون التيروزين كيناز (BTK) و يعمل عن طريق إبطاء نمو الورم. 
تمت الموافقة على استخدامه طبيًا في الولايات المتحدة في عام 2019.  و حصل على لقب دواء يتيم في أوروبا في ذلك العام أيضًا.  وفي الولايات المتحدة تبلغ تكلفة العلاج الشهري حوالي 13000 دولار أمريكي اعتبارًا من عام 2021.  يكلف هذا القدر في الصين حوالي 21000 يوان صيني (3250 دولارًا أمريكيًا). 